# Cicero-Rednerpreis
Der Cicero Rednerpreis soll laut Selbstdarstellung auf „die wichtige Rolle der Redekunst in einer auf Kommunikationsfähigkeit und Dialogbereitschaft angewiesenen Demokratie“ hinweisen. Er wird vergeben in den Kategorien Kultur, Politik, Wirtschaft und Wissenschaft. Namensgeber ist der Staatsmann und Philosoph Marcus Tullius Cicero.
Der Preis wurde 1993 von Friedhelm Franken (* 1943) und Gert Ueding initiiert. Stifter ist der Verlag für die Deutsche Wirtschaft in Bonn, in dem unter anderem die von Franken konzipierte Loseblattzeitschrift Der neue Redenberater erscheint.

## Preisträger
- 1994: Erich Dittus, Ulla Hahn und Hubert Markl
- 1995: Alfred Grosser, Dag Moskopp und Heinz Riesenhuber
- 1996: Marcel Reich-Ranicki, Lothar Späth und Antje Vollmer
- 1998: Odo Marquard, Ingrid Matthäus-Maier, Christian Meier und Mark Wössner
- 1999: Ulrich Beck, Kurt Biedenkopf, Hans Maier und Ron Sommer
- 2000: Joachim Gauck, Andreas Paul und Minoru Tominaga
- 2001: Hans-Olaf Henkel, Miriam Meckel und Herta Müller
- 2002: Paul Achleitner, Rolf Hochhuth, Jean-Claude Juncker und Hans Joachim Meyer
- 2003: Moritz Leuenberger, Hans Neuenfels, Hans-Ulrich Wehler und Wendelin Wiedeking
- 2005: Wolfgang Grupp und Salomon Korn
- 2007: Thomas Gottschalk
- 2008: Peter Sloterdijk
- 2009: Daniel Cohn-Bendit
- 2010: Heribert Prantl
- 2011: Peer Steinbrück
- 2012: Navid Kermani[1]
- 2014: Andreas Voßkuhle
- 2016: Hanns Zischler
- 2018: Harald Lesch

## Kritik
Der Spiegel bezeichnete 2007 den Cicero-Rednerpreis als „gut getarnte PR“ eines der „eifrigsten Adresshändler und Lebenshilfe-Ratgeber im Lande“ Norman Rentrop.